# الرابطة الدولية لمكتبات طوابع البريد الدولية
الرابطة الدولية لمكتبات طوابع البريد الدولية، تأسست الرابطة (IPLA) في عام 1996، في معرض كيبكس 96 للطوابع البريدية في تورونتو.
حضر مندوبون من العديد من الدول من بينهم فيرجينيا هورن من المكتبة الأمريكية لأبحاث طوابع البريد، وديفيد بيتش، أمين مجموعة طوابع البريد بالمكتبة البريطانية. كما أن مكتبة الجمعية الملكية لهواة جمع الطوابع بلندن عضو في الجمعية.

## روابط خارجية
- "المكتبة العالمية لهواة جمع الطوابع
- "Philatelic Libraries of the World". AskPhil. مؤرشف من الأصل في 2013-06-18. اطلع عليه بتاريخ 2005-04-05.
- Larry T. Nix (7 يناير 2011). "Philatelic Libraries". Library History Buff Blog. مؤرشف من الأصل في 2025-02-20. اطلع عليه بتاريخ 2022-04-10.